# Akademia Medyczna w Tbilisi
Akademia Medyczna Petre Shotadze w Tbilisi (gruz. თბილისის სამედიცინო აკადემია) – gruziński prywatny uniwersytet medyczny znajdujący się w Tbilisi. 
Uczelnia została założona w 1992 roku przez Petre Shotadze, na którego cześć nazwano uczelnię po jego śmierci w 2000 roku.

## Wydziały
Zajęcia na Uniwersytecie odbywają się w ramach następujących wydziałów:
- Wydział Medycyny Podstawowej (ang. Department of Basic Medicine)
- Wydział Medycyny Klinicznej (ang. Department of Clinical Medicine)
- Wydział Stomatologii (ang. Department of Dentistry).